# مهدی عبید
مهدی عبید (انگلیسی: Mehdi Abeid؛ زادهٔ ۶ اوت ۱۹۹۲) بازیکن حرفه‌ای فوتبال اهل فرانسه است.
از باشگاه‌هایی که در آن بازی کرده‌است می‌توان به پاناتینایکوس، و لن، باشگاه فوتبال نیوکاسل یونایتد، پاناتینایکوس، و تیم ملی فوتبال الجزایر اشاره کرد.
وی همچنین در تیم‌های ملی فوتبال زیر شانزده سال فرانسه، تیم ملی زیر هفده سال فرانسه، تیم ملی زیر هیجده سال فرانسه، تیم ملی زیر بیست و سه سال الجزایر، و تیم ملی بزرگسالان الجزایر بازی کرده‌است.